# Anakalang
Anakalang é uma sociedade e um sítio megalítico da ilha de Sumba, na Indonésia. Devido aos adornos quadrangulares e os numerosos túmulos, os melhores túneis megalíticos localizam-se na ilha. Em geral, são grandes e bem decorados, contendo telhados de diferentes formas. Anakalang é o lar da rainha Purung Takadonga Ratu.

## Geografia
O sítio de Anakalung está situado em um vale, com túmulos megalíticos espalhados ao redor do distrito de Anakalang. Este vale situa-se ao leste da província indonésia de Waikabubak. Anakalang distancia-se a 20 km de Waikabubak e fica perto da estrada principal para Waingapu. O distrito de Anakalung contém as maiores concentrações de túmulos megalíticos da região de Sumba. Na estrada principal de Pasunga, está uma das maiores tumbas de toda a aldeia.

## História
Há um debate sobre a idade exata do sítio megalítico. A datação por radiocarbono não foi feita para afirmar a categorização. A sepultura de xisto de pedra com três adzes infere a possibilidade de ser de uma idade pós-neolítico, embora nenhum objeto de ferro tenha sido encontrado. Por outro lado, as construções quadrangulares não exibem características da idade Neolítica, aparentando serem, no entanto, pós-neolíticas. A tradição de construir túmulos megalíticos cintrubuiu até os tempos atuais em West Sumba. Anakalang é um dos poucos locais da Indonésia em que podem se encontrar monumentos megalíticos, construídos a partir de métodos tradicionais. Em 1880, Umbu Dongu Ubini Mesa tornou-se o primeiro príncipe-chefe de Anakalang. Em 1927, Umbu Sappy Pateduk conseguiu o mesmo título. Umbu Sulung Ibiliona foi o quarto raja, sucedendo Umbu Remu Samapati.

## Túmulos megalíticos
A sepultura em lápides megalíticas na aldeia de Kampung tem uma laje de pedra erguida em direção vertical. Esculpidas em 1926, as imagens relembram a cerimônia de enterro que envolveu o sacrifício de 150 búfalos, mantendo seus chifres no local. Outro túmulo está na mesma estada a cerca de 2,5 km de distância da aldeia de Koboduk. Este segundo túmulo é composto de concreto de azulejos, sendo definido como o maior túmulo de Sumba. O túmulo Umba Saola, que levou cerca de seis anos para ser construído, foi esculpido em uma única rocha. Este túmulo tem a altura de 5 por 4 metros, 1 metro de espessura e pesa 70 toneladas. Nos locais de enterro, também existem tumbas no lado leste do local. Em maioria, as tmbas são lajes verticais com esculturas do rei e rainhas locais com elementos de búfalos e galos ao redor. Perto da tumba, o filho do Raja vive com sua esposa e narra a história de Anakalang para os visitantes.

## Cultura
Em termos linguísticos, Anakalang pertence à Sumba Leste, embora politicamente e geograficamente esteja situado dentro de Sumba Oeste.  As mulheres, em maioria, são tecelãs, desenvolvendo cestas e tapetes. Os homens, no entanto, envolvem-se na fabricação de cordas e de outros utensílios. Ornamentos são, de maneira geral, escondidos para ancestrais.